# Pic d'Albe
Le pic d'Albe est un sommet culminant à 3 112 m dans le massif de la Maladeta, dans les Pyrénées aragonaises (Espagne).

## Histoire
La première ascension du pic d'Albe est réalisée en juillet 1868 par Henry Russell et son guide Jean Haurillon. Le 27 septembre 1932, l'alpiniste Jean Arlaud en fait la première ascension hivernale, accompagné de Jean Grelier et Roger Parant.